# Zou Jingyuan
Zou Jingyuan (邹敬园S, Zōu JìngyuánP; Yibin, 3 gennaio 1998) è un ginnasta cinese, tre volte campione del mondo alle parallele simmetriche (nel 2017, 2018 e 2022) e due volte nel concorso a squadre (nel 2018 e nel 2022).

## Biografia
Alla sua prima apparizione nel panorama internazionale senior, Zou Jingyuan ha vinto la medaglia d'oro alle parallele simmetriche ai Mondiali di Montréal 2017, lasciandosi alle spalle l'ucraino Oleh Vernjajev e il russo David Beljavskij. L'anno successivo ha preso parte ai Giochi asiatici di Giacarta 2018 ottenendo altri due ori con la Cina nel concorso a squadre e nuovamente alle parallele simmetriche.
Insieme a Deng Shudi, Lin Chaopan, Sun Wei, e Xiao Ruoteng, si è laureato campione del mondo nel concorso a squadre a Doha 2018; inoltre, durante la stessa edizione dei campionati, si è confermato campione alle parallele simmetriche. Ai successivi Mondiali di Stoccarda 2019 ha vinto la medaglia d'argento con la Cina nel concorso a squadre e ha ottenuto il quarto posto al cavallo con maniglie.